# Новосьолов Юхим Степанович
Юхим Степанович Новосьолов (Новоселов) (2 лютого 1906, місто Краматорськ Харківської губернії, тепер Донецької області — 22 липня 1990, місто Москва) — радянський державний діяч, міністр будівельного, дорожнього і комунального машинобудування СРСР. Член Центральної Ревізійної комісії КПРС у 1966—1976 роках. Кандидат у члени ЦК КПРС у 1976—1981 роках. Депутат Верховної Ради СРСР 7—10-го скликань.

## Життєпис
Народився 20 січня (2 лютого) 1906 року в родині робітника-залізничника.
У 1922—1929 роках працював слюсарем і майстром Краматорського машинобудівного заводу.
Член ВКП(б) з 1925 року.
У 1926—1927 роках — на комсомольській роботі в заводському і Краматорському окружному комітетах ВЛКСМ.
У 1933 році закінчив Харківський механіко-машинобудівний інститут.
У 1933—1938 роках — інженер-конструктор, начальник конструкторського бюро Краматорського машинобудівного заводу.
У 1938—1939 роках — головний інженер, начальник Головного управління важкого машинобудування Народного комісаріату машинобудування СРСР.
У 1939—1942 роках — головний інженер, заступник директора, директор Центрального науково-дослідного інституту важкого машинобудування.
У 1942—1949 роках — директор Ново-Краматорського машинобудівного заводу, евакуйованого до міста Електросталь.
У 1949—1953 роках — заступник міністра будівельного і дорожнього машинобудування СРСР.
У 1953—1954 роках — начальник Головного управління важкого машинобудування Міністерства транспортного і важкого машинобудування СРСР.
19 квітня 1954 — 10 травня 1957 року — міністр будівельного і дорожнього машинобудування СРСР.
24 травня 1957 — червень 1960 року — начальник відділу важкого машинобудування Держплану СРСР — міністр СРСР.
У червні 1960 — листопаді 1962 року — заступник голови Державної науково-економічної ради Ради міністрів СРСР — міністр СРСР.
У лютому — квітні 1963 року — начальник відділу народногосподарського плану із машинобудування Держплану СРСР.
26 квітня 1963 — 2 жовтня 1965 року — голова Державного комітету будівельного, дорожнього і комунального машинобудування при Держбуді СРСР — міністр СРСР.
2 жовтня 1965 — 19 грудня 1980 року — міністр будівельного, дорожнього і комунального машинобудування СРСР.
З грудня 1980 року — персональний пенсіонер союзного значення в Москві.
Помер 22 липня 1990 року. Похований в Москві на Ваганьковському цвинтарі.

## Нагороди і звання
- п'ять орденів Леніна (31.03.1945; 6.02.1956; 1.02.1966; 25.08.1971; 30.01.1976)
- два ордени Трудового Червоного Прапора (15.04.1939; 31.01.1986)
- орден Червоної Зірки (11.07.1945)
- орден «Знак Пошани» (3.06.1942)
- медалі